# Тирле, Луи
Барон (1808), затем виконт (17.08.1822) Луи Тирле (фр. Louis Tirlet; 1771—1841) — французский военный деятель, артиллерист, дивизионный генерал (с 10 января 1813 года), депутат, участник революционных и наполеоновских войн.

## Биография
Родился 14 марта 1771 года в Муармоне, провинция Шампань, в семье Шарля Тирле и Жанны Журдэн. Был женат на одной из дочерей маршала Периньона.
Получил образование в Артиллерийской школе в Шалоне, в феврале 1792 года вступил на военную службу волонтёром Бульонского пехотного полка, принял участие в сражении при Вальми, в апреле 1793 года переведён в артиллерию аспирантом, служил в Северной и Арденнской армиях. 20 января 1794 года произведён в младшие лейтенанты, затем 21 марта 1794 года в лейтенанты, служил в 1-м полку пешей артиллерии. 20 мая 1792 года избран однополчанами капитаном, и возглавил 2-ю роту понтонёров в составе Самбро-Маасской армии, 26 июня 1794 года был ранен в сражении при Флёрюсе, 31 декабря 1796 года стал командиром батальона, возглавил 2-й батальон понтонёров Рейнской армии, в 1797—1798 годах сражался в составе Майнцской и Английской армий. В 1798 году переведён в Восточную армию генерала Бонапарта и принял участие в Египетской экспедиции, 10 сентября 1799 года получив повышение до полковника, стал командиром 5-го полка пешей артиллерии, затем в 1800 году — 8-го полка пешей артиллерии. После исполнял обязанности начальника штаба артиллерии Восточной армии.
В ноябре 1801 года вернулся во Францию. 21 февраля 1802 года получил должность директора артиллерийского парка в Монпелье, 29 августа 1803 года — бригадный генерал, с 8 сентября 1803 года по 5 февраля 1804 года — начальник штаба артиллерии Армии Берегов Океана, 13 октября 1803 года — комендант Артиллерийской школы в Дуэ, 5 февраля 1804 года — командующий артиллерии в лагере Утрехта, 29 августа 1805 года стал командиром артиллерии новообразованного 2-го армейского корпуса Великой Армии. В декабре вместе с корпусом переведён в Италию. С 7 июля 1806 года возглавлял артиллерию Армии Далмации, 1 апреля 1809 года — командир артиллерии 11-го армейского корпуса Армии Германии, принимал участие в второй австрийской кампании, 9 августа 1809 года — генеральный директор мостов Армии Германии.
27 января 1810 года назначен командующим артиллерии 2-го армейского корпуса Армии Испании, 22 августа 1810 года — генеральный инспектор артиллерии, в 1811—1812 годах служил в составе Армии Португалии, 10 января 1813 года — дивизионный генерал, 21 января 1813 года — командующий артиллерией Армии Португалии, в июле 1813 года занял пост командующего артиллерии Пиренейской армии маршала Сульта, принимал участие в сражениях 28 июля 1813 года при Сорорене, 31 августа 1813 года при Сан-Марсиале, 6 октября 1813 года при Бидассоа, 10-11 ноября 1813 года при Нивеле, 10-13 декабря 1813 года при Ниве, 27 февраля 1814 года при Ортезе и 10 апреля 1814 года при Тулузе.
При первой Реставрации назначен 1 июля 1814 года генеральным инспектором артиллерии Тулузы, Монпелье, Перпиньяна и Байонны, во время «Ста дней» присоединился к Императору и с 25 марта по 17 апреля 1815 года командовал артиллерией 2-го армейского корпуса маршала Брюна, с 22 мая 1815 года занимался организацией артиллерии 12-го, 13-го и 22-го военных округов.
После второй Реставрации оставался без служебного назначения, 7 марта 1816 года — член Центрального комитета артиллерии, с 1818 по 1822 год — член Консультативного комитета артиллерии, в 1823 году возглавлял артиллерию экспедиционного корпуса Испании, 29 мая 1825 года принимал участие в коронации короля Карла X. 24 ноября 1827 года был избран депутатом от департамента Марна в Национальную ассамблею, переизбирался ещё три раза. Приветствовал Июльскую революцию 1830 года, 14 февраля 1836 года определён в резерв Генерального штаба, 3 октября 1837 года — пэр Франции. Умер 29 ноября 1841 года в Фонтэн-ан-Дормуа в возрасте 70 лет. Имя генерала выбито на Триумфальной арке в Париже.

## Воинские звания

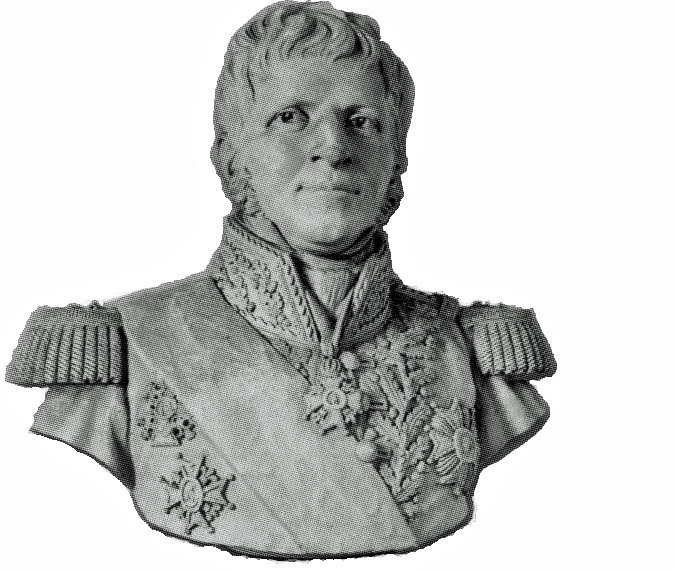
На бюсте 1894 года

- Младший лейтенант (20 января 1794 года);
- Лейтенант (21 марта 1794 года);
- Капитан (20 мая 1792 года);
- Командир батальона (31 декабря 1796 года);
- Полковник (10 сентября 1799 года);
- Бригадный генерал (29 августа 1803 года);
- Дивизионный генерал (10 января 1813 года).

## Награды
- Французский Орден Почётного легиона:
  - Большой крест (30 апреля 1836 года)
  - Великий офицер (14 февраля 1815 года)
  - Командор (14 июня 1804 года)
  - Легионер (11 декабря 1803 года)
- Французский Орден Святого Людовика:
  - Командор (7 сентября 1823 года)
  - Кавалер (19 июля 1814 года)
- Испанский Королевский Достопочтенный Орден Карлоса III (4 ноября 1823 года)
- Испанский Королевский военный орден Святого Фердинада (4 ноября 1823 года)
- Российский Орден Святого Александра Невского (25 февраля 1824 года)